# Zhang Juanjuan
Zhang Juanjuan (xinès: 张娟娟, pinyin: Zhāng Juānjuān, nascuda el 2 de gener de 1981 a Qingdao, província Shandong) és una arquera popular de la República Popular de la Xina.

## Biografia
Zhang va néixer el 2 de gener de 1982 a la ciutat xinesa de Tsingtao a la província de Shandong. Abans de començar el tir amb arc, Zhang es va entrenar en llançament de pes, javelina i disc.
Es va casar el 2009 i va tenir un fill el 2010. A partir del 2015 va treballar com a directora adjunta d'un centre de tir amb arc a la seva Qingdao natal.

## Trajectòria

### Jocs olímpics del 2004
Zhang representà la Xina als Jocs Olímpics d'Estiu de 2004. Malgrat classificar-se en cinquena posició a la ronda prèvia de la competició individual femenina no va tenir massa sort. En la primera ronda d'eliminació, s'encarava amb Aurore Trayan seixantena classificat de França. Zhang derrotà Trayan 135-122 a la 18 fletxa. Posteriorment va fer el mateix amb Iwona Marcinkiewicz. Però als vuitens de final va ser eliminada per la revelació del torneig: Alison Williamson. A la competició per equips es va penjar la medalla d'argent juntament amb He Ying i Lin Sang en caure derrotades front a les totpoderoses coreanes.

### Jocs olímpics del 2008
Quatre anys després, Zhang era també una membre de l'equip que repetí la medalla de plata per a la Xina en la competició de tir amb arc d'equip de les dones, novament front a l'equip de Corea del Sud. Però a la competició individual Zhang va aconseguir el seu major èxit internacional en proclamar-se campiona olímpica. A la final individual la favorita Park Sung-Hyun per 110-109, l'impedeix assolir el rècord de quatre ors en dues cites olímpiques. A més a més, va trencar amb l'hegemonia coreana en el tir amb arc femení, les quals havien guanyat totes les medalles d'or olímpiques en els darrers vint anys, des dels Jocs de Seül.

### Jocs Asiàtics
Va competir als Jocs Asiàtics de 2002, on va guanyar una medalla de bronze en la prova per equips, i als Jocs Asiàtics de 2006, on va guanyar una medalla de plata en la mateixa prova.

### Repte del 2015
Zhang va ser convidada a Nanquín com un dels set millors arquers d'arreu del món, per aparèixer en un primer programa popular de la televisió xinesa que inclou una competició de tir amb arc. El programa, que es va emetre a Jiangsu Broadcasting Corporation el 22 de febrer de 2015, va ser vist per 250 milions d'espectadors xinesos. Un altre finalista va ser l'arquer austríac, Peter O. Stecher. El repte era llançar fletxes a anelles que queien. Al final, Zhang va empatar amb Stecher, cadascun va encertar en set dels anells que queien en 15 oportunitats.